# Pacto Internacional dos Direitos Civis e Políticos

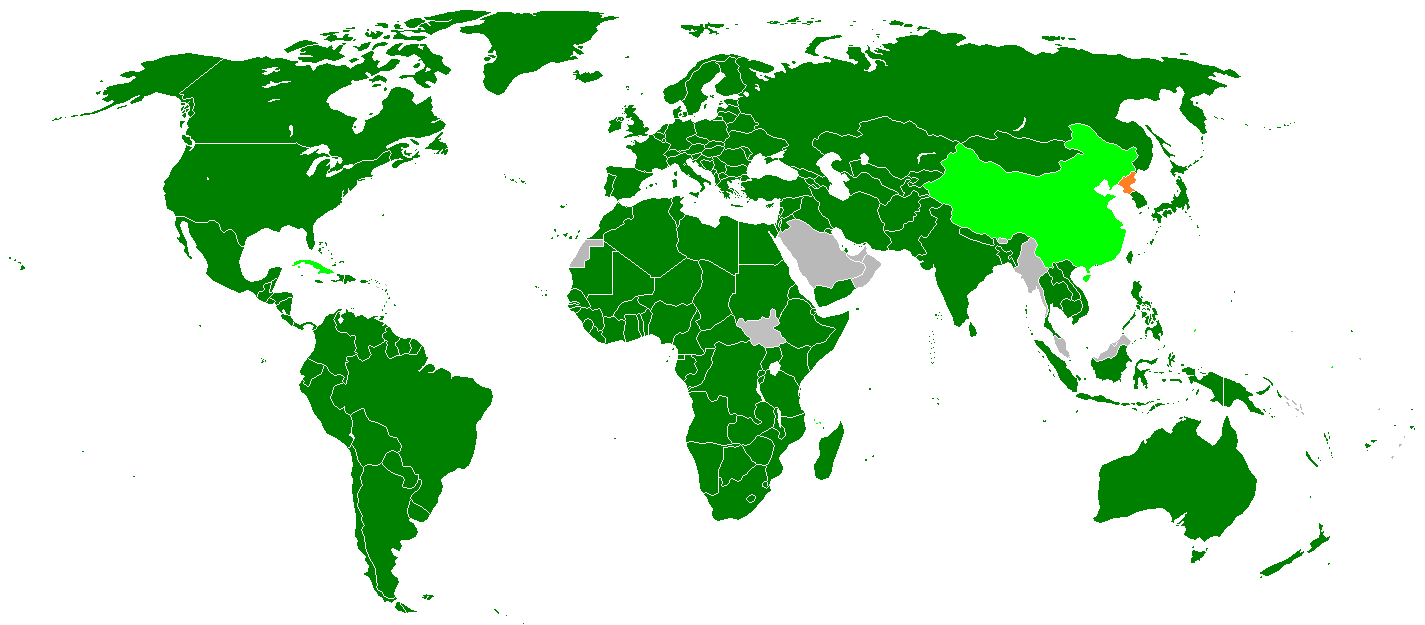
Membros e signatários:
Assinou e ratificou
Assinou mas não ratificou
Assinou e ratificou, mas declarou intenção de abandonar o pacto
Não assinou nem ratificou

Pacto Internacional dos Direitos Civis e Políticos (PIDCP) é um dos três instrumentos que constituem a Carta Internacional de Direitos Humanos. Os outros dois são a Declaração Universal dos Direitos Humanos e o Pacto Internacional dos Direitos Econômicos Sociais e Culturais (PIDESC).

## Constituição
O PIDCP foi aprovado em 16 de dezembro de 1966 pela Assembleia Geral das Nações Unidas (AGNU) e aberto à adesão dos Estados. Nos termos do seu artigo 49, entrou em vigor na ordem jurídica internacional três meses depois do depósito do trigésimo quinto instrumento de ratificação, o que aconteceu em  23 de março de 1976.

## Sobre
A primeira parte do documento é constituída por apenas um artigo e é igual à do PIDESC. Refere-se ao Direito à Autodeterminação.
Na segunda parte fala-se de como os Estados aplicarão o Pacto.
Na terceira parte encontra-se o elenco dos direitos. Estes são os chamados "direitos de primeira geração", ou seja, as liberdades individuais e garantias procedimentais de acesso à justiça e participação política.
Na quarta parte se prevê a instituição do Comité dos Direitos do Homem. Este foi formado no seio das Nações Unidas e faz uma avaliação periódica da aplicação do PIDCP a todos os estados membros do mesmo.
Por último, na quinta parte, dispõe-se regras de interpretação e na sexta parte regras sobre a entrada em vigor e vinculação dos Estados.